# Natxo González
Pour les articles homonymes, voir González.
José Ignacio González Sáenz, plus connu sous le nom de Natxo González, né le 29 juillet 1966 à Vitoria (province d'Alava, Espagne), est un ancien footballeur espagnol reconverti au poste d'entraîneur. 

## Biographie
Natxo González commence son parcours d'entraîneur dès l'âge de vingt ans avec le club d'Ariznabarra, d'abord avec les équipes juniors, puis avec l'équipe première.
En 1994, il rejoint le Deportivo Alavés. Il entraîne d'abord les juniors A puis l'équipe réserve entre 1997 et 1999, obtenant au passage la première promotion de l'équipe réserve en Segunda División B (D3).
En 2004, il est recruté par le CF Reus Deportiu, où il reste jusqu'en 2007. Par la suite, en 2007, il rejoint l'UE Sant Andreu, où il reste jusqu'en 2011.
En 2012, il prend les rênes du Deportivo Alavés, qu'il parvient à faire monter en deuxième division. Il est remercié en décembre 2013.
En juin 2014, il retourne au Reus Deportiu. En 2016, l'équipe monte en deuxième division pour la première fois de son histoire. González décide de ne pas renouveler son contrat en 2017.
En juin 2017, il signe avec le Real Saragosse, qui joue en D2. L'équipe termine la saison à la troisième place, mais est éliminée par le CD Numancia lors du play-off de promotion.
En juin 2018, il rejoint le Deportivo La Corogne, avec l'objectif de remonter en D1. Il est remercié en avril 2019 et remplacé par José Luis Martí.
En juillet 2019, il rejoint le CD Tondela